# Джиме, Мустафа
Мустафа Джиме (фр. Moustapha Djimet; род. 12 июня 2003, Бимбо) — центральноафриканский футболист, нападающий минского «Динамо» и национальной сборной ЦАР.

## Карьера

### «Минск»
Воспитанник футбольной школы «Ecole Foot Ngato», где первым тренером был Себасьес Нгато. В 2020 году футболист стал выступать за клуб «Ред Стар». В августе 2024 года футболист на правах свободного агента присоединился к белорусскому клубу «Минск», с которым подписал контракт до конца сезона. Дебютировал за клуб футболист 31 августа 2024 года в матче против новополоцкого «Нафтана», выйдя на замену на 70 минуте. В своём следующем матче 16 сентября 2024 года против «Гомеля» футболист отличился дебютным забитым голом. В матче 20 октября 2025 года против «Ислочи» футболист отличился забитым хет-триком. По итогам октября 2024 года футболист был признан лучшим игроком клуба. На протяжении сезона футболист выступал за клуб в роли одного из ключевых игроков клуба, отличившись 6 забитыми голами в рамках чемпионата. По итогу сезона футболист вместе с клубом завершил чемпионат на итоговом тринадцатом месте в турнирной таблице.

### «Динамо» Минск
В феврале 2025 года футболист на правах свободного агента перешёл в минское «Динамо», подписав контракт до коцна сезона. Новый сезон футболист начал с победы за Суперкубок Беларуси, где в финале обыграли гродненский «Неман», однако сам футболист остался на скамейке запасных. Дебютировал за клуб футболист 13 апреля 2025 года в матче против мозырской «Славии», выйдя на замену на 65 минуте. Дебютным забитым голом за клуб футболист отличился 19 апреля 2025 года в матче против борисовского БАТЭ. В следующем матче 27 апреля 2025 года против столичного «Минска» футболист отличился забитым дублем.

## Международная карьера
В 2021 и в 2023 году футболист представлял молодёжную сборную ЦАР до 20 лет на Кубок африканских наций. В 2021 году футболист получил вызов в национальную сборную ЦАР. Дебютировал за сборную футболист 28 августа 2022 года в матче против сборной Республики Конго.

## Достижения
«Динамо» Минск
- Обладатель Суперкубка Беларуси: 2025